# Parnac (Indre)
Pour les articles homonymes, voir Parnac.
Ne doit pas être confondu avec Parnac (Lot).
Parnac est une commune française située dans le département de l'Indre, en région Centre-Val de Loire.

## Géographie

### Localisation
La commune est située dans le sud du département, à la limite avec le département de la Creuse. Elle est située dans la région naturelle du Boischaut Sud.
Les communes limitrophes sont : Saint-Gilles (3 km), Saint-Benoît-du-Sault (4 km), Roussines (5 km), Vigoux (7 km), La Châtre-Langlin (7 km), Mouhet (8 km), Bazaiges (9 km), Saint-Sébastien (10 km) et Éguzon-Chantôme (11 km).
Les communes chefs-lieux et préfectorales sont : Saint-Gaultier (21 km), Le Blanc (35 km), Châteauroux (44 km), La Châtre (44 km) et Issoudun (69 km).

### Hameaux et lieux-dits
Les hameaux et lieux-dits de la commune sont : le Verger, la Roderie, le Fay, Mainclef, Montgarnaud, Mazotin, Boisremond et la Rémondière.

### Géologie et hydrographie
La commune est classée en zone de sismicité 2, correspondant à une sismicité faible.
Le territoire communal est arrosé par la rivière Abloux.

### Climat
Pour des articles plus généraux, voir Climat du Centre-Val de Loire et Climat de l'Indre.
En 2010, le climat de la commune est de type climat océanique dégradé des plaines du Centre et du Nord, selon une étude du CNRS s'appuyant sur une série de données couvrant la période 1971-2000. En 2020, Météo-France publie une typologie des climats de la France métropolitaine dans laquelle la commune est exposée à un climat océanique altéré et est dans la région climatique Ouest et nord-ouest du Massif Central, caractérisée par une pluviométrie annuelle de 900 à 1 500 mm, maximale en automne et en hiver.
Pour la période 1971-2000, la température annuelle moyenne est de 11,2 °C, avec une amplitude thermique annuelle de 15,1 °C. Le cumul annuel moyen de précipitations est de 854 mm, avec 12,3 jours de précipitations en janvier et 7,4 jours en juillet. Pour la période 1991-2020, la température moyenne annuelle observée sur la station météorologique de Météo-France la plus proche, sur la commune de Chaillac à 11 km à vol d'oiseau, est de 12,3 °C et le cumul annuel moyen de précipitations est de 864,0 mm,. Pour l'avenir, les paramètres climatiques de la commune estimés pour 2050 selon différents scénarios d'émission de gaz à effet de serre sont consultables sur un site dédié publié par Météo-France en novembre 2022.

### Voies de communication et transports
L'autoroute A20 (l’Occitane) passe par le territoire communal et dessert un échangeur (numéro 20). On trouve aussi les routes départementales : 1, 4A, 5, 36, 59 et 113.
Les gares ferroviaires les plus proches sont les gares d'Éguzon (10 km) et Saint-Sébastien (12 km).
Parnac est desservie par la ligne L du Réseau de mobilité interurbaine.
L'aéroport le plus proche est l'aéroport de Châteauroux-Centre, à 56 km.

## Urbanisme

### Typologie
Au 1er janvier 2024, Parnac est catégorisée commune rurale à habitat très dispersé, selon la nouvelle grille communale de densité à sept niveaux définie par l'Insee en 2022.
Elle est située hors unité urbaine et hors attraction des villes,.

### Occupation des sols
L'occupation des sols de la commune, telle qu'elle ressort de la base de données européenne d’occupation biophysique des sols Corine Land Cover (CLC), est marquée par l'importance des territoires agricoles (89 % en 2018), une proportion sensiblement équivalente à celle de 1990 (89,2 %). La répartition détaillée en 2018 est la suivante : 
prairies (51,8 %), zones agricoles hétérogènes (30 %), forêts (10 %), terres arables (7,3 %), zones urbanisées (0,5 %), mines, décharges et chantiers (0,4 %). L'évolution de l’occupation des sols de la commune et de ses infrastructures peut être observée sur les différentes représentations cartographiques du territoire : la carte de Cassini (XVIIIe siècle), la carte d'état-major (1820-1866) et les cartes ou photos aériennes de l'IGN pour la période actuelle (1950 à aujourd'hui).

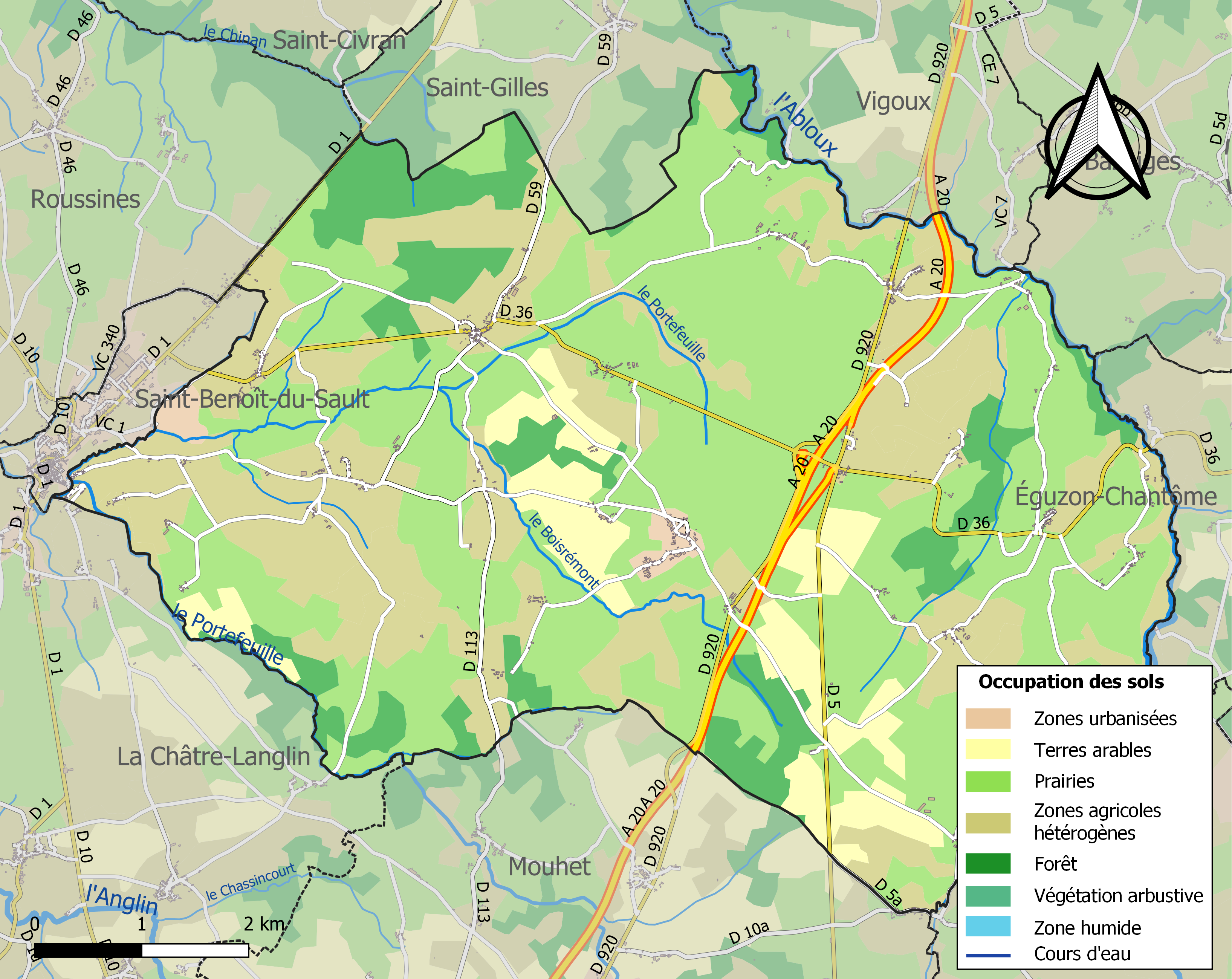
Carte des infrastructures et de l'occupation des sols de la commune en 2018 (CLC).

### Logement
Le tableau ci-dessous présente le détail du secteur des logements de la commune :
| Date du relevé                                              | 2013   |
| Nombre total de logements                                   | 387    |
| Résidences principales                                      | 63,8 % |
| Résidences secondaires                                      | 21,5 % |
| Logements vacants                                           | 14,8 % |
| Part des ménages propriétaires de leur résidence principale | 85,9 % |

### Risques majeurs
Le territoire de la commune de Parnac est vulnérable à différents aléas naturels : météorologiques (tempête, orage, neige, grand froid, canicule ou sécheresse), mouvements de terrains et séisme (sismicité faible). Il est également exposé à un risque technologique, le transport de matières dangereuses, et à un risque particulier : le risque de radon. Un site publié par le BRGM permet d'évaluer simplement et rapidement les risques d'un bien localisé soit par son adresse soit par le numéro de sa parcelle.

#### Risques naturels

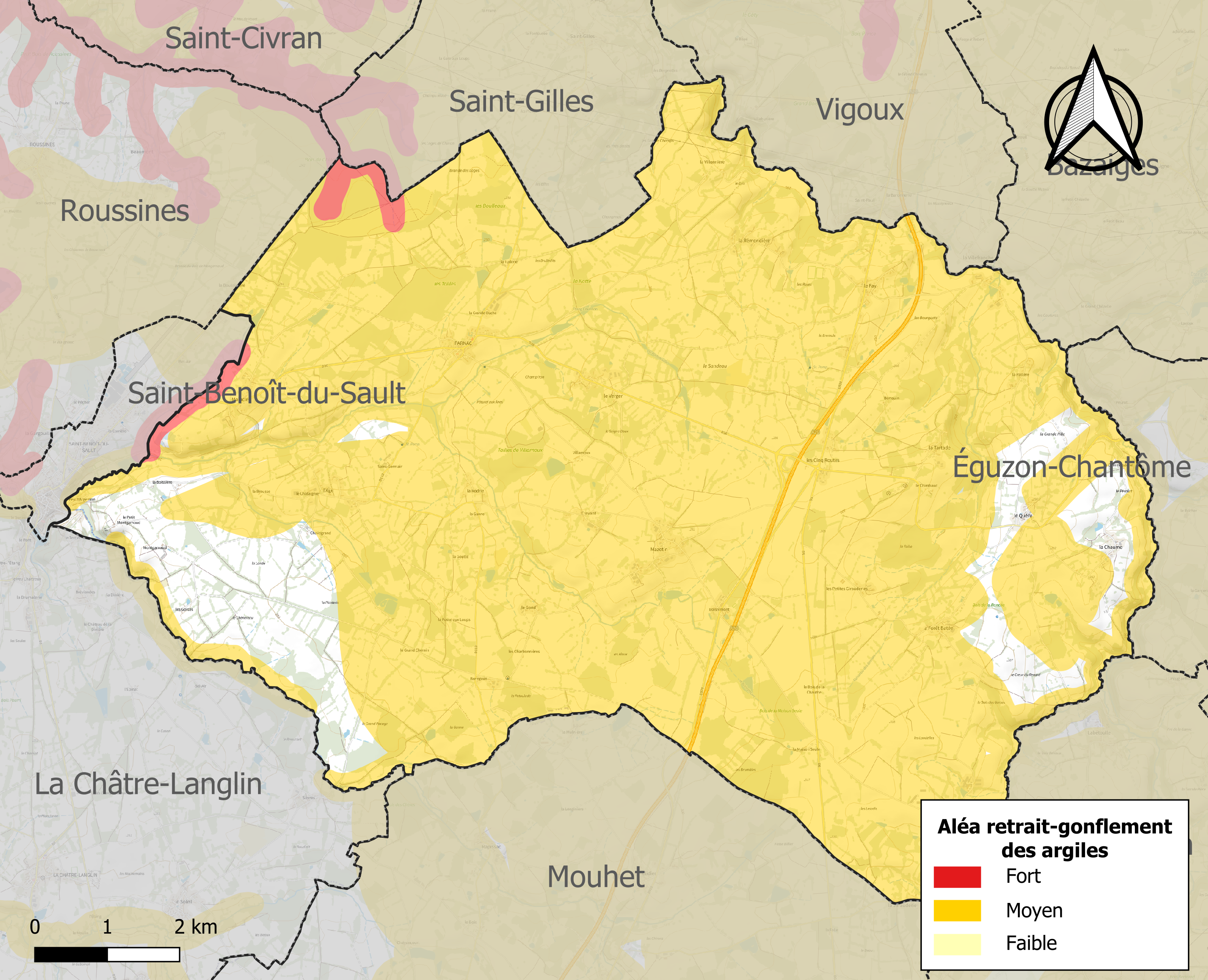
Carte des zones d'aléa retrait-gonflement des sols argileux de Parnac.

Les mouvements de terrains susceptibles de se produire sur la commune sont des tassements différentiels.
Le retrait-gonflement des sols argileux est susceptible d'engendrer des dommages importants aux bâtiments en cas d’alternance de périodes de sécheresse et de pluie. 90,6 % de la superficie communale est en aléa moyen ou fort (84,7 % au niveau départemental et 48,5 % au niveau national). Sur les 394 bâtiments dénombrés sur la commune en 2019, 355 sont en aléa moyen ou fort, soit 90 %, à comparer aux 86 % au niveau départemental et 54 % au niveau national. Une cartographie de l'exposition du territoire national au retrait gonflement des sols argileux est disponible sur le site du BRGM,.
Concernant les mouvements de terrains, la commune a été reconnue en état de catastrophe naturelle au titre des dommages causés par la sécheresse en 1989, 1991, 1992, 2011 et 2017 et par des mouvements de terrain en 1999.

#### Risques technologiques
Le risque de transport de matières dangereuses sur la commune est lié à sa traversée par des infrastructures routières ou ferroviaires importantes ou la présence d'une canalisation de transport d'hydrocarbures. Un accident se produisant sur de telles infrastructures est en effet susceptible d’avoir des effets graves au bâti ou aux personnes jusqu’à 350 m, selon la nature du matériau transporté. Des dispositions d’urbanisme peuvent être préconisées en conséquence.

#### Risque particulier
Dans plusieurs parties du territoire national, le radon, accumulé dans certains logements ou autres locaux, peut constituer une source significative d’exposition de la population aux rayonnements ionisants. Toutes les communes du département sont concernées par le risque radon à un niveau plus ou moins élevé. Selon la classification de 2018, la commune de Parnac est classée en zone 2, à savoir zone à potentiel radon faible mais sur lesquelles des facteurs géologiques particuliers peuvent faciliter le transfert du radon vers les bâtiments.

## Toponymie
Ses habitants sont appelés les Parnacois.

## Histoire
Le dolmen des Gorces édifié au Néolithique est le plus ancien témoignage de l'occupation humaine sur le territoire de la commune. De multiples témoignages de l’âge des métaux (en schématisant à l’extrême des Celtes historiques aux Gaulois). Dans le bourg de multiples remplois révèlent sans doute une occupation gallo-romaine.
Dans le centre bourg l’ancien castrum (Moyen-Âge) est encore lisible : il suffit de faire le tour de l’actuelle église pour apprécier la très probable motte castrale, et ses fossés, sur laquelle elle est érigée. (1)(2).
Parnac faisait partie intégrante du comté de la Marche, famille dont une branche récente aux yeux de l’histoire avait un fief à Parnac, attesté encore de nos jours par un ravisant petit castel (ancien siège de fief ?) à l’entrée du bourg (2).
Signalons le portait d’Henri de La Marche de Parnac (dont les armoiries sont reprises par la commune) abbé de l’ordre de Grandmont de 1687 à 1715 par Cornelis Vermeulen (3).
D’un point de vue culturel le Nord du comté de la Marche exprime la rupture entre pays d'oil et pays d'oc. Parnac est l’une des communes les plus au nord de ce vaste territoire méridional chanté par les troubadours. Le Nord occitan parce qu’il est une zone de contact fait l’objet de nombreuses études.
Il faudrait citer le rôle joué par les congrégations religieuses à Parnac et à proximité (Saint-Benoît-du-Sault) et un peu plus loin celle de l’abbaye Saint-Martial de Limoges et de son influence intellectuelle et artistique sur l’Europe au XIIe et XIIIe siècles.
(1) Carte archéologique nationale (ministère de la Culture).
(2) Élie de Beaufort (mémoires de la société des antiquaires de l’Ouest, tome XXVI 1860-1861).
(3) Cf collection château de Versailles et Réunion des musées nationaux (RMN).
La commune fut rattachée de 1793 à 2015 au canton de Saint-Benoît-du-Sault.
Dans le premier quart du XIXe siècle, le relais de poste du Fay, situé sur l’ancienne route royale reliant Limoges à Paris, ancienne RN 20, va héberger nombre d’artistes précurseurs de l’art du paysage au XIXe siècle. Y auraient séjourné et/ou travaillé dans les environs les Dupré, Jules (1811-1889) et Léon-Victor (1816-1879), Théodore Rousseau (1812-1867), Constant Troyon (1810-1865), Camille Corot (1796-1875), Victor Le Gentile (1815-1889)…
Certains de ces artistes iront par ailleurs peindre sur le site voisin de Crozant, illustré un peu plus tard par Léon Detroy (1857-1855), Armand Guillaumain (1841-1927) Claude Monet (1840-1926), et même semble-t-il Francis Picabia (1879-1953) ou encore à Barbizon (école de Barbizon) en forêt de Fontainebleau.
De ces séjours nous sont parvenues bien des œuvres dont pour Le Gentile « vue du Fay », et de somptueux paysages et chemins bordés de vieux chênes miraculeusement restés intacts jusqu’à nos jours,.

## Politique et administration
La commune dépend de l'arrondissement du Blanc, du canton de Saint-Gaultier, de la première circonscription de l'Indre et de la communauté de communes Marche Occitane - Val d'Anglin.
Elle dispose d'une agence postale communale.
| Période    | Période   | Identité         | Étiquette | Qualité  |
| ---------- | --------- | ---------------- | --------- | -------- |
| avant 1988 | ?         | Jean Tissier     |           |          |
| mars 2001, | mars 2014 | Claude Laubier   | PCF       | Retraité |
| mars 2014  | En cours  | Christine Dejoie | dvd       | Employée |

## Population et société

### Démographie
L'évolution du nombre d'habitants est connue à travers les recensements de la population effectués dans la commune depuis 1793. Pour les communes de moins de 10 000 habitants, une enquête de recensement portant sur toute la population est réalisée tous les cinq ans, les populations de référence des années intermédiaires étant quant à elles estimées par interpolation ou extrapolation. Pour la commune, le premier recensement exhaustif entrant dans le cadre du nouveau dispositif a été réalisé en 2006.

En 2022, la commune comptait 511 habitants, en évolution de +1,59 % par rapport à 2016 (Indre : −3 %, France hors Mayotte : +2,11 %).
| 1793  | 1800  | 1806  | 1821  | 1831  | 1836  | 1841  | 1846  | 1851  |
| ----- | ----- | ----- | ----- | ----- | ----- | ----- | ----- | ----- |
| 1 291 | 1 260 | 1 314 | 1 340 | 1 428 | 1 508 | 1 487 | 1 468 | 1 512 |

| 1856  | 1861  | 1866  | 1872  | 1876  | 1881  | 1886  | 1891  | 1896  |
| ----- | ----- | ----- | ----- | ----- | ----- | ----- | ----- | ----- |
| 1 463 | 1 354 | 1 404 | 1 408 | 1 400 | 1 384 | 1 450 | 1 472 | 1 417 |

| 1901  | 1906  | 1911  | 1921  | 1926  | 1931  | 1936  | 1946  | 1954 |
| ----- | ----- | ----- | ----- | ----- | ----- | ----- | ----- | ---- |
| 1 490 | 1 532 | 1 421 | 1 262 | 1 226 | 1 151 | 1 090 | 1 003 | 996  |

| 1962  | 1968 | 1975 | 1982 | 1990 | 1999 | 2006 | 2011 | 2016 |
| ----- | ---- | ---- | ---- | ---- | ---- | ---- | ---- | ---- |
| 1 009 | 911  | 769  | 706  | 650  | 562  | 537  | 521  | 503  |

| 2021 | 2022 | - | - | - | - | - | - | - |
| ---- | ---- | - | - | - | - | - | - | - |
| 506  | 511  | - | - | - | - | - | - | - |

### Enseignement
La commune dépend de la circonscription académique du Blanc.

### Médias
La commune est couverte par les médias suivants : La Nouvelle République du Centre-Ouest, Le Berry républicain, L'Écho - La Marseillaise, La Bouinotte, Le Petit Berrichon, France 3 Centre-Val de Loire, Berry Issoudun Première, Vibration, Forum, France Bleu Berry et RCF en Berry.

## Économie
La commune se situe dans la zone d’emploi de Châteauroux et dans le bassin de vie d’Argenton-sur-Creuse.

## Culture locale et patrimoine
- Dolmen de l'Aire aux Martres[40] : chaos naturel situé au sud du ruisseau de Boisrémont et au nord du chemin du Peu d'Argenton assimilé à tort à un dolmen.
- Dolmen des Gorces ou de Montgarnaud[41] : il est situé au lieu-dit les Gorces  au nord du ruisseau le Portefeuille.
- Église Saint-Martin : elle est inscrite sur l’inventaire supplémentaire des Monuments historiques : arrêté du 21 novembre 1925.
- Monument aux morts.

### Héraldique, logotype et devise
| Blason de Parnac | Blason  | D'argent au chef de gueules.                          |
| Blason de Parnac | Détails | Le blason est associé à celui du département (Indre). |